# Torpeda Mark XV
Torpeda Mark XV – amerykańska torpeda używana przez niszczyciele w trakcie II wojny światowej. Została opracowana przez Naval Torpedo Station (równolegle z torpedą Mark XIV) i wdrożona 1938 roku. Zastąpiła ona torpedę Mark VIII na okrętach nawodnych z wyrzutniami, które mogły pomieścić dłuższą Mark XV, dotyczyło to głównie niszczycieli zbudowanych po 1930 roku. W sumie podczas II wojny światowej wyprodukowano 9700 sztuk torped.

## Problemy techniczne
Mark XV miał podobne problemy techniczne co Mark XIV, przez pierwszych 20 miesięcy po przystąpieniu Stanów Zjednoczonych do wojny. Z powodu niedoboru kadmu, w torpedzie zastąpiono kadm cynkiem w poszyciach wewnętrznych zbiornika z powietrzem. Doprowadzało to do zatykania filtra wodnego tlenkiem cynku, co powodowało awarię silnika. Ostatecznie zastąpiono kadm żywicą fenolową.

## Użycie bojowe
Torpedy Mark XV po raz pierwszy zostały użyte w bitwie w zatoce Vella. W bitwie torpedy zatopiły 3 niszczyciele (chociaż jeden japoński okręt został trafiony, to jednak torpeda nie wybuchła).

## Galeria

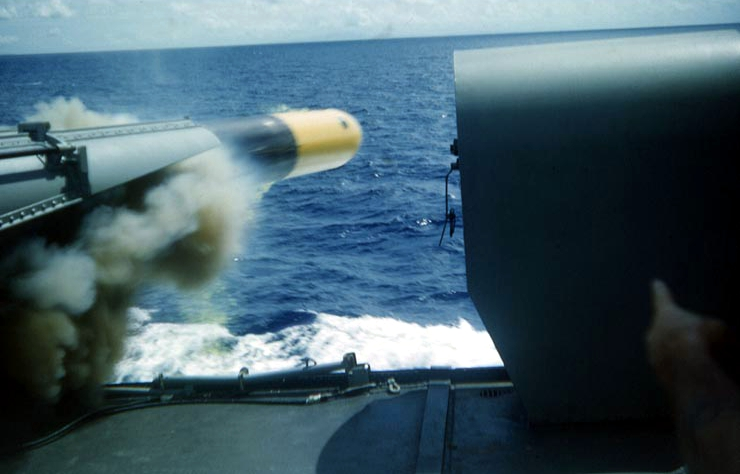
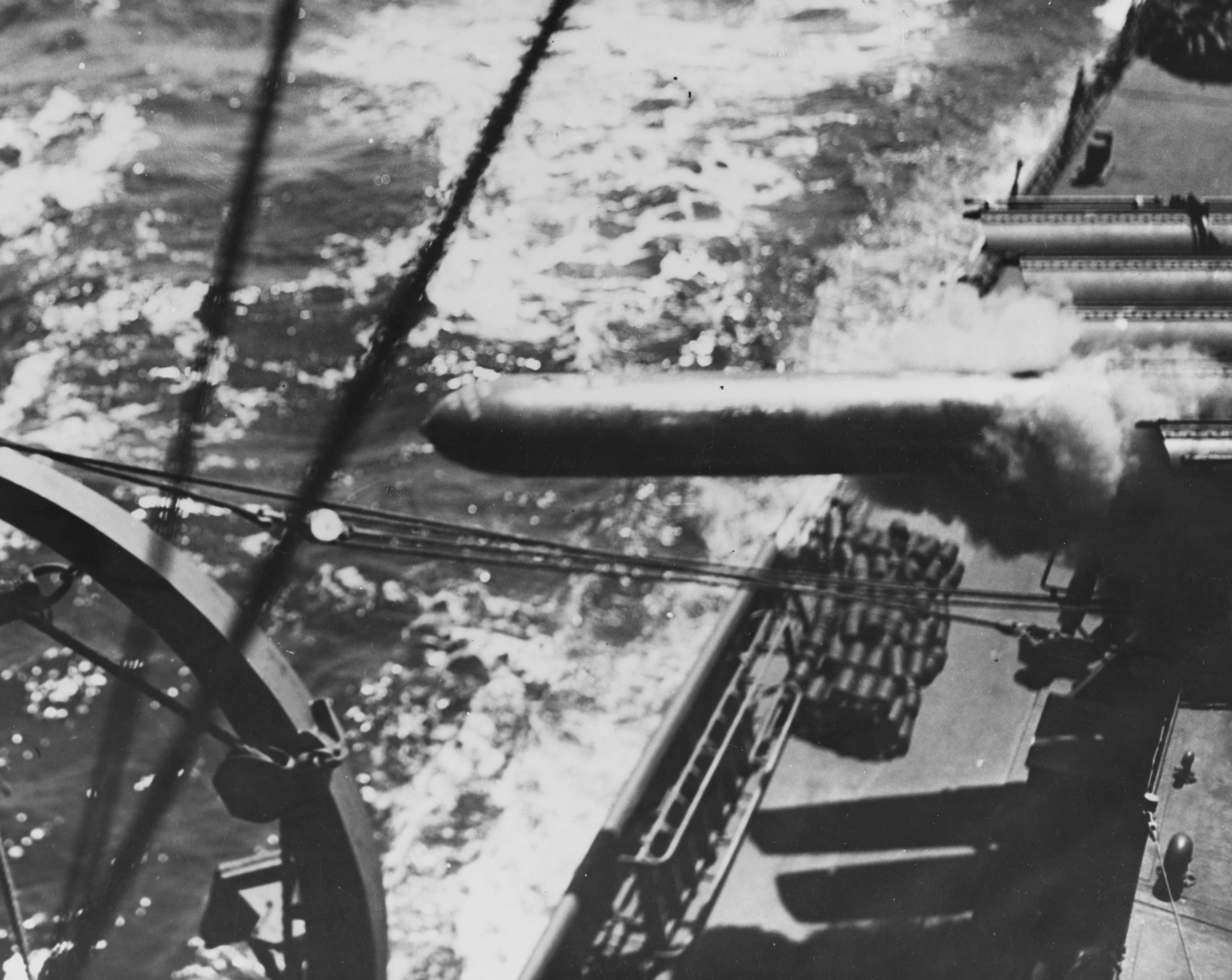